# Rhaphipteroides apicalis
Rhaphipteroides apicalis là một loài bọ cánh cứng trong họ Cerambycidae.